# Teoria internazionale
Teoria internazionale è un'opera postuma del politologo e storico britannico Martin Wight, pubblicata per la prima volta in Inghilterra nel 1991 e in Italia nel 2011 per i tipi della casa editrice il Ponte di Bologna. Ne raccoglie le omonime lezioni tenute alla London School of Economics and Political Science durante gli anni '50 e conservate presso la British Library of Economic and Political Science. L'edizione inglese è stata curata dalla vedova, Gabriele Wight, e da un ex-allievo, Brian Porter, a conclusione del lavoro avviato da Hedley Bull, poi scomparso prematuramente. Essi hanno anche prefato l'edizione italiana curata da Michele Chiaruzzi, tradotta da Alessandro Zago. L'opera è stata tradotta in giapponese e greco.